# غابة بولونيا

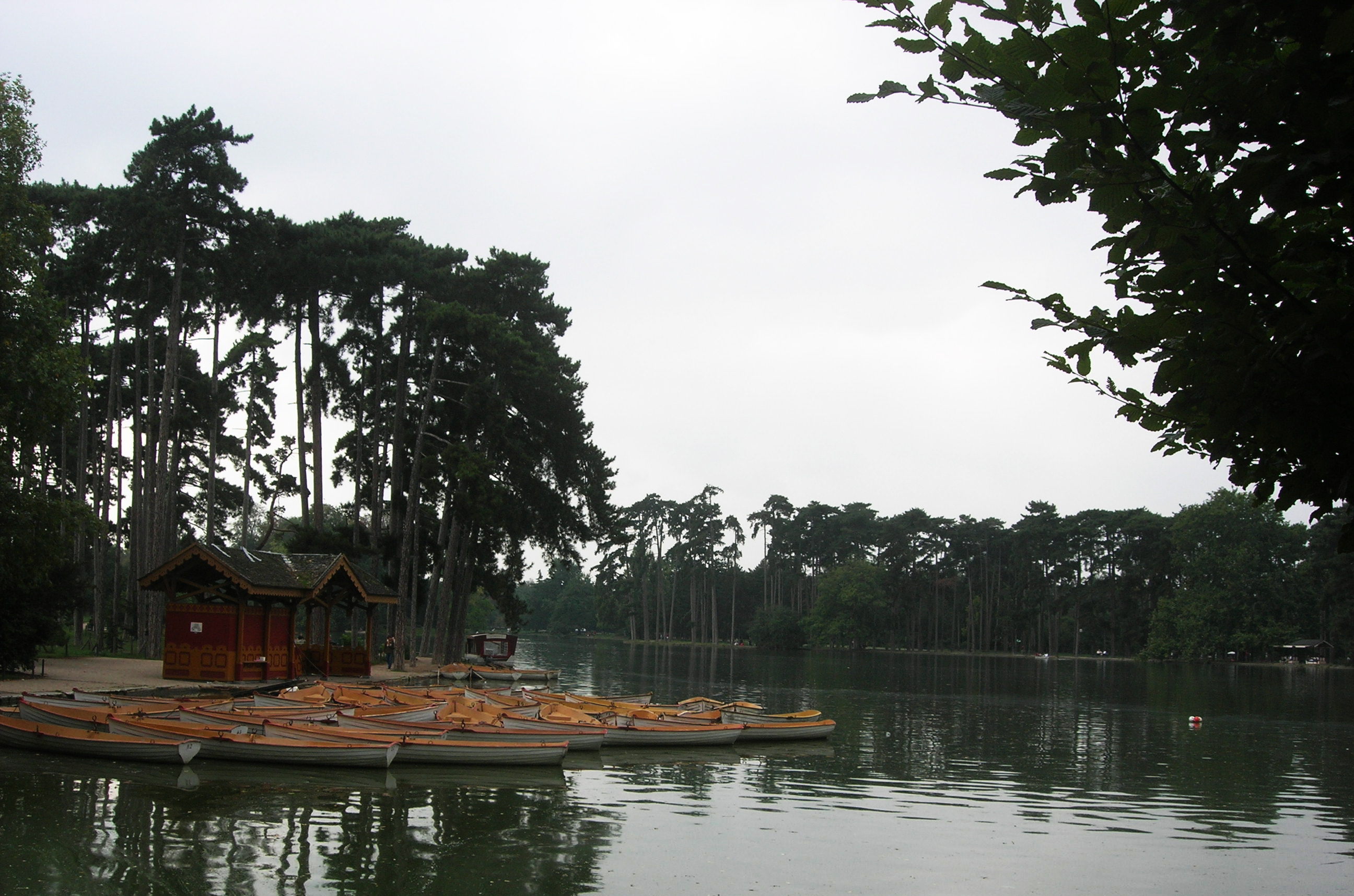
البحيرة الشمالية في الغابة

غابة بولونيا (بالفرنسية: Bois de Boulogne)‏ هي حديقة تقع غرب باريس، بالقرب من ضاحية «بولونيا-بيلانكور». تبلغ مساحتها 8.5 كم2 (حوالي 2090 فدانا)، وهي أكبر 2.5 مرة من سنترل بارك في نيويورك، وأكبر 3.3 مرة من هايد بارك في لندن.
يوجد بالجزء الشمالي من حديقة غابة بولونيا حديقة للحيوانات وبعض الوسائل الترفيهية. في الليل، وتصبح واحدة من أبرز مناطق باريس التي تشتهر بممارسة الدعارة بها. رغم أنه في السنوات الأخيرة، سعت الحكومة الفرنسية للقضاء على البغاء في الحديقة.
كما يوجد فيها بحيرة مفضله للعشاق الرومانسية، والجو اللطيف، وكذلك يمارس أغلب السكان فيها رياضة المشي، والجري في جنبات الحديقة، ويمر بها نهر السين، ولقد عدل مجرى نهر السين بحيث يدخل في وسط العاصمة باريس ويشقها بالنصف تماماً.

## معرض صور

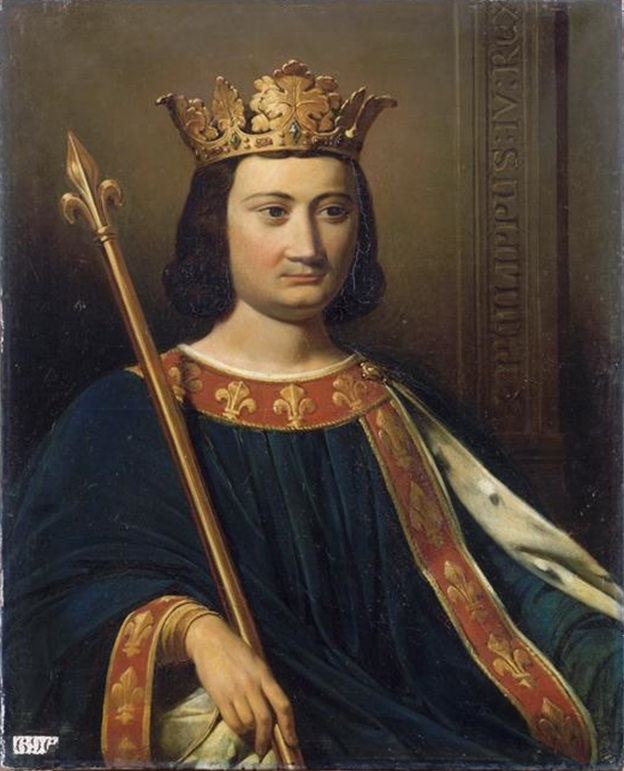
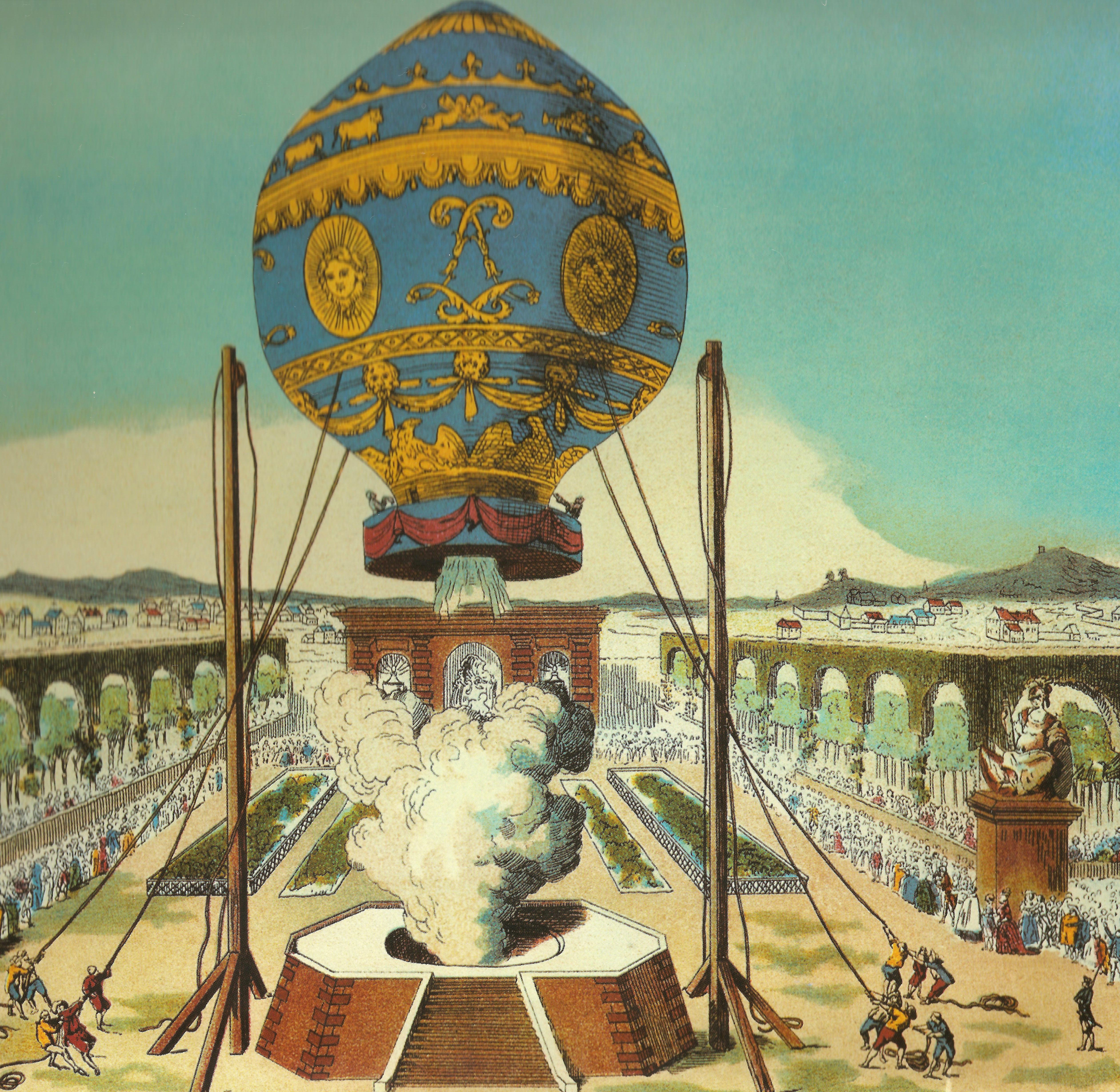
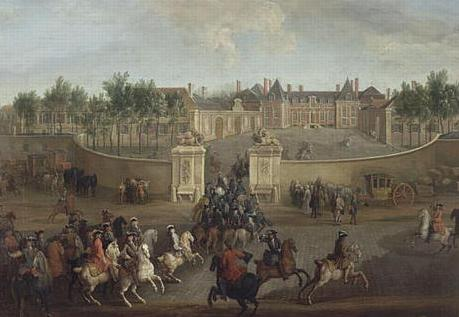
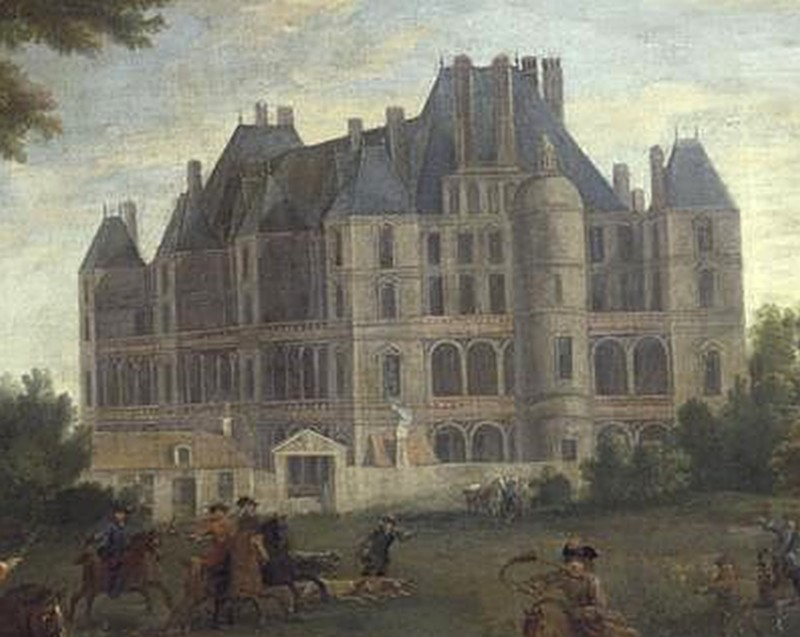

غابة بولونيا في باريس
